# Víctor Monje
Víctor Manuel Monje Vargas (* 27. Mai 1972 in Osorno) ist ein ehemaliger chilenischer Fußballspieler auf der Position eines offensiven Mittelfeldspielers.

## Karriere
Víctor Monje begann seine Karriere in den Jugendmannschaften von Provincial Osorno und debütierte im Alter von 17 Jahren. Er spielte zwischen 1989 und 1998 für Provincial Osorno und absolvierte 162 Spiele in der Primera División, wobei er 1990 und 1992 zum Aufstieg des Teams beitrug. Nach seiner Zeit bei Provincial Osorno spielte er von 1999 bis 2002 für Unión Española, wo er 1999 Meister der Primera B wurde. Während seiner Karriere erzielte er sieben Tore in der ersten Liga, wobei sein bekanntestes Tor 1993 gegen den CD Cobreloa fiel. Monje wird für seine Führungsqualitäten und seine defensive Stabilität geschätzt.

## Erfolge
Provincial Osorno
- Meister der Segunda División: 1992

Unión Española
- Meister der Primera B: 1999